# Seznam integrálů iracionálních funkcí
Toto je seznam integrálů (primitivních funkcí) iracionálních funkcí.
Integrály s {\displaystyle r={\sqrt {x^{2}+a^{2}}}}
{\displaystyle \int r\;\mathrm {d} x={\frac {1}{2}}\left[xr+a^{2}\,\ln \left({\frac {x+r}{a}}\right)\right]}
{\displaystyle \int r^{3}\;\mathrm {d} x={\frac {1}{4}}xr^{3}+{\frac {1}{8}}3a^{2}xr+{\frac {3}{8}}a^{4}\ln \left({\frac {x+r}{a}}\right)}
{\displaystyle \int r^{5}\;\mathrm {d} x={\frac {1}{6}}xr^{5}+{\frac {5}{24}}a^{2}xr^{3}+{\frac {5}{16}}a^{4}xr+{\frac {5}{16}}a^{6}\ln \left({\frac {x+r}{a}}\right)}
{\displaystyle \int xr\;\mathrm {d} x={\frac {r^{3}}{3}}}
{\displaystyle \int xr^{3}\;\mathrm {d} x={\frac {r^{5}}{5}}}
{\displaystyle \int xr^{2n+1}\;\mathrm {d} x={\frac {r^{2n+3}}{2n+3}}}
{\displaystyle \int x^{2}r\;\mathrm {d} x={\frac {xr^{3}}{4}}-{\frac {a^{2}xr}{8}}-{\frac {a^{4}}{8}}\ln \left({\frac {x+r}{a}}\right)}
{\displaystyle \int x^{2}r^{3}\;\mathrm {d} x={\frac {xr^{5}}{6}}-{\frac {a^{2}xr^{3}}{24}}-{\frac {a^{4}xr}{16}}-{\frac {a^{6}}{16}}\ln \left({\frac {x+r}{a}}\right)}
{\displaystyle \int x^{3}r\;\mathrm {d} x={\frac {r^{5}}{5}}-{\frac {a^{2}r^{3}}{3}}}
{\displaystyle \int x^{3}r^{3}\;\mathrm {d} x={\frac {r^{7}}{7}}-{\frac {a^{2}r^{5}}{5}}}
{\displaystyle \int x^{3}r^{2n+1}\;\mathrm {d} x={\frac {r^{2n+5}}{2n+5}}-{\frac {a^{3}r^{2n+3}}{2n+3}}}
{\displaystyle \int x^{4}r\;\mathrm {d} x={\frac {x^{3}r^{3}}{6}}-{\frac {a^{2}xr^{3}}{8}}+{\frac {a^{4}xr}{16}}+{\frac {a^{6}}{16}}\ln \left({\frac {x+r}{a}}\right)}
{\displaystyle \int x^{4}r^{3}\;\mathrm {d} x={\frac {x^{3}r^{5}}{8}}-{\frac {a^{2}xr^{5}}{16}}+{\frac {a^{4}xr^{3}}{64}}+{\frac {3a^{6}xr}{128}}+{\frac {3a^{8}}{128}}\ln \left({\frac {x+r}{a}}\right)}
{\displaystyle \int x^{5}r\;\mathrm {d} x={\frac {r^{7}}{7}}-{\frac {2a^{2}r^{5}}{5}}+{\frac {a^{4}r^{3}}{3}}}
{\displaystyle \int x^{5}r^{3}\;\mathrm {d} x={\frac {r^{9}}{9}}-{\frac {2a^{2}r^{7}}{7}}+{\frac {a^{4}r^{5}}{5}}}
{\displaystyle \int x^{5}r^{2n+1}\;\mathrm {d} x={\frac {r^{2n+7}}{2n+7}}-{\frac {2a^{2}r^{2n+5}}{2n+5}}+{\frac {a^{4}r^{2n+3}}{2n+3}}}
{\displaystyle \int {\frac {r\;\mathrm {d} x}{x}}=r-a\ln \left|{\frac {a+r}{x}}\right|=r-a\sinh ^{-1}{\frac {a}{x}}}
{\displaystyle \int {\frac {r^{3}\;\mathrm {d} x}{x}}={\frac {r^{3}}{3}}+a^{2}r-a^{3}\ln \left|{\frac {a+r}{x}}\right|}
{\displaystyle \int {\frac {r^{5}\;\mathrm {d} x}{x}}={\frac {r^{5}}{5}}+{\frac {a^{2}r^{3}}{3}}+a^{4}r-a^{5}\ln \left|{\frac {a+r}{x}}\right|}
{\displaystyle \int {\frac {r^{7}\;\mathrm {d} x}{x}}={\frac {r^{7}}{7}}+{\frac {a^{2}r^{5}}{5}}+{\frac {a^{4}r^{3}}{3}}+a^{6}r-a^{7}\ln \left|{\frac {a+r}{x}}\right|}
{\displaystyle \int {\frac {\mathrm {d} x}{r}}=\sinh ^{-1}{\frac {x}{a}}=\ln \left|x+r\right|}
{\displaystyle \int {\frac {\mathrm {d} x}{r^{3}}}={\frac {x}{a^{2}r}}}
{\displaystyle \int {\frac {x\,\mathrm {d} x}{r}}=r}
{\displaystyle \int {\frac {x\,\mathrm {d} x}{r^{3}}}=-{\frac {1}{r}}}
{\displaystyle \int {\frac {x^{2}\;\mathrm {d} x}{r}}={\frac {x}{2}}r-{\frac {a^{2}}{2}}\,\sinh ^{-1}{\frac {x}{a}}={\frac {x}{2}}r-{\frac {a^{2}}{2}}\ln \left|x+r\right|}
{\displaystyle \int {\frac {\mathrm {d} x}{xr}}=-{\frac {1}{a}}\,\sinh ^{-1}{\frac {a}{x}}=-{\frac {1}{a}}\ln \left|{\frac {a+r}{x}}\right|}
Integrály s {\displaystyle s={\sqrt {x^{2}-a^{2}}}}
Předpokládejme {\displaystyle (x^{2}>a^{2})}, pro {\displaystyle (x^{2}<a^{2})}, viz další sekce:
{\displaystyle \int xs\;\mathrm {d} x={\frac {1}{3}}s^{3}}
{\displaystyle \int {\frac {s\;\mathrm {d} x}{x}}=s-a\cos ^{-1}\left|{\frac {a}{x}}\right|}
{\displaystyle \int {\frac {\mathrm {d} x}{s}}=\int {\frac {\mathrm {d} x}{\sqrt {x^{2}-a^{2}}}}=\ln \left|{\frac {x+s}{a}}\right|}
Poznámka: {\displaystyle \ln \left|{\frac {x+s}{a}}\right|=\mathrm {sgn} (x)\cosh ^{-1}\left|{\frac {x}{a}}\right|={\frac {1}{2}}\ln \left({\frac {x+s}{x-s}}\right)}, kde vezmeme kladnou hodnotu {\displaystyle \cosh ^{-1}\left|{\frac {x}{a}}\right|}.
{\displaystyle \int {\frac {x\;\mathrm {d} x}{s}}=s}
{\displaystyle \int {\frac {x\;\mathrm {d} x}{s^{3}}}=-{\frac {1}{s}}}
{\displaystyle \int {\frac {x\;\mathrm {d} x}{s^{5}}}=-{\frac {1}{3s^{3}}}}
{\displaystyle \int {\frac {x\;\mathrm {d} x}{s^{7}}}=-{\frac {1}{5s^{5}}}}
{\displaystyle \int {\frac {x\;\mathrm {d} x}{s^{2n+1}}}=-{\frac {1}{(2n-1)s^{2n-1}}}}
{\displaystyle \int {\frac {x^{2m}\;\mathrm {d} x}{s^{2n+1}}}=-{\frac {1}{2n-1}}{\frac {x^{2m-1}}{s^{2n-1}}}+{\frac {2m-1}{2n-1}}\int {\frac {x^{2m-2}\;\mathrm {d} x}{s^{2n-1}}}}
{\displaystyle \int {\frac {x^{2}\;\mathrm {d} x}{s}}={\frac {xs}{2}}+{\frac {a^{2}}{2}}\ln \left|{\frac {x+s}{a}}\right|}
{\displaystyle \int {\frac {x^{2}\;\mathrm {d} x}{s^{3}}}=-{\frac {x}{s}}+\ln \left|{\frac {x+s}{a}}\right|}
{\displaystyle \int {\frac {x^{4}\;\mathrm {d} x}{s}}={\frac {x^{3}s}{4}}+{\frac {3}{8}}a^{2}xs+{\frac {3}{8}}a^{4}\ln \left|{\frac {x+s}{a}}\right|}
{\displaystyle \int {\frac {x^{4}\;\mathrm {d} x}{s^{3}}}={\frac {xs}{2}}-{\frac {a^{2}x}{s}}+{\frac {3}{2}}a^{2}\ln \left|{\frac {x+s}{a}}\right|}
{\displaystyle \int {\frac {x^{4}\;\mathrm {d} x}{s^{5}}}=-{\frac {x}{s}}-{\frac {1}{3}}{\frac {x^{3}}{s^{3}}}+\ln \left|{\frac {x+s}{a}}\right|}
{\displaystyle \int {\frac {x^{2m}\;\mathrm {d} x}{s^{2n+1}}}=(-1)^{n-m}{\frac {1}{a^{2(n-m)}}}\sum _{i=0}^{n-m-1}{\frac {1}{2(m+i)+1}}{n-m-1 \choose i}{\frac {x^{2(m+i)+1}}{s^{2(m+i)+1}}}\qquad {\mbox{(}}n>m\geq 0{\mbox{)}}}
{\displaystyle \int {\frac {\mathrm {d} x}{s^{3}}}=-{\frac {1}{a^{2}}}{\frac {x}{s}}}
{\displaystyle \int {\frac {\mathrm {d} x}{s^{5}}}={\frac {1}{a^{4}}}\left[{\frac {x}{s}}-{\frac {1}{3}}{\frac {x^{3}}{s^{3}}}\right]}
{\displaystyle \int {\frac {\mathrm {d} x}{s^{7}}}=-{\frac {1}{a^{6}}}\left[{\frac {x}{s}}-{\frac {2}{3}}{\frac {x^{3}}{s^{3}}}+{\frac {1}{5}}{\frac {x^{5}}{s^{5}}}\right]}
{\displaystyle \int {\frac {\mathrm {d} x}{s^{9}}}={\frac {1}{a^{8}}}\left[{\frac {x}{s}}-{\frac {3}{3}}{\frac {x^{3}}{s^{3}}}+{\frac {3}{5}}{\frac {x^{5}}{s^{5}}}-{\frac {1}{7}}{\frac {x^{7}}{s^{7}}}\right]}
{\displaystyle \int {\frac {x^{2}\;\mathrm {d} x}{s^{5}}}=-{\frac {1}{a^{2}}}{\frac {x^{3}}{3s^{3}}}}
{\displaystyle \int {\frac {x^{2}\;\mathrm {d} x}{s^{7}}}={\frac {1}{a^{4}}}\left[{\frac {1}{3}}{\frac {x^{3}}{s^{3}}}-{\frac {1}{5}}{\frac {x^{5}}{s^{5}}}\right]}
{\displaystyle \int {\frac {x^{2}\;\mathrm {d} x}{s^{9}}}=-{\frac {1}{a^{6}}}\left[{\frac {1}{3}}{\frac {x^{3}}{s^{3}}}-{\frac {2}{5}}{\frac {x^{5}}{s^{5}}}+{\frac {1}{7}}{\frac {x^{7}}{s^{7}}}\right]}
Integrály s {\displaystyle t={\sqrt {a^{2}-x^{2}}}}
{\displaystyle \int t\;\mathrm {d} x={\frac {1}{2}}\left(xt+a^{2}\sin ^{-1}{\frac {x}{a}}\right)\qquad {\mbox{(}}|x|\leq |a|{\mbox{)}}}
{\displaystyle \int xt\;\mathrm {d} x=-{\frac {1}{3}}t^{3}\qquad {\mbox{(}}|x|\leq |a|{\mbox{)}}}
{\displaystyle \int {\frac {t\;\mathrm {d} x}{x}}=t-a\ln \left|{\frac {a+t}{x}}\right|\qquad {\mbox{(}}|x|\leq |a|{\mbox{)}}}
{\displaystyle \int {\frac {\mathrm {d} x}{t}}=\sin ^{-1}{\frac {x}{a}}\qquad {\mbox{(}}|x|\leq |a|{\mbox{)}}}
{\displaystyle \int {\frac {x^{2}\;\mathrm {d} x}{t}}=-{\frac {x}{2}}t+{\frac {a^{2}}{2}}\sin ^{-1}{\frac {x}{a}}\qquad {\mbox{(}}|x|\leq |a|{\mbox{)}}}
{\displaystyle \int t\;\mathrm {d} x={\frac {1}{2}}\left(xt-\operatorname {sgn} x\,\cosh ^{-1}\left|{\frac {x}{a}}\right|\right)\qquad {\mbox{(pro }}|x|\geq |a|{\mbox{)}}}
Integrály s {\displaystyle R^{1/2}={\sqrt {ax^{2}+bx+c}}}
{\displaystyle \int {\frac {\mathrm {d} x}{\sqrt {ax^{2}+bx+c}}}={\frac {1}{\sqrt {a}}}\ln \left|2{\sqrt {aR}}+2ax+b\right|\qquad {\mbox{(pro }}a>0{\mbox{)}}}
{\displaystyle \int {\frac {\mathrm {d} x}{\sqrt {ax^{2}+bx+c}}}={\frac {1}{\sqrt {a}}}\,\sinh ^{-1}{\frac {2ax+b}{\sqrt {4ac-b^{2}}}}\qquad {\mbox{(pro }}a>0{\mbox{, }}4ac-b^{2}>0{\mbox{)}}}
{\displaystyle \int {\frac {\mathrm {d} x}{\sqrt {ax^{2}+bx+c}}}={\frac {1}{\sqrt {a}}}\ln |2ax+b|\quad {\mbox{(pro }}a>0{\mbox{, }}4ac-b^{2}=0{\mbox{)}}}
{\displaystyle \int {\frac {\mathrm {d} x}{\sqrt {ax^{2}+bx+c}}}=-{\frac {1}{\sqrt {-a}}}\arcsin {\frac {2ax+b}{\sqrt {b^{2}-4ac}}}\qquad {\mbox{(pro }}a<0{\mbox{, }}4ac-b^{2}<0{\mbox{)}}}
{\displaystyle \int {\frac {\mathrm {d} x}{\sqrt {(ax^{2}+bx+c)^{3}}}}={\frac {4ax+2b}{(4ac-b^{2}){\sqrt {R}}}}}
{\displaystyle \int {\frac {\mathrm {d} x}{\sqrt {(ax^{2}+bx+c)^{5}}}}={\frac {4ax+2b}{3(4ac-b^{2}){\sqrt {R}}}}\left({\frac {1}{R}}+{\frac {8a}{4ac-b^{2}}}\right)}
{\displaystyle \int {\frac {\mathrm {d} x}{\sqrt {(ax^{2}+bx+c)^{2n+1}}}}={\frac {4ax+2b}{(2n-1)(4ac-b^{2})R^{(2n-1)/2}}}+{\frac {8a(n-1)}{(2n-1)(4ac-b^{2})}}\int {\frac {\mathrm {d} x}{R^{(2n-1)/2}}}}
{\displaystyle \int {\frac {x\;\mathrm {d} x}{\sqrt {ax^{2}+bx+c}}}={\frac {\sqrt {R}}{a}}-{\frac {b}{2a}}\int {\frac {\mathrm {d} x}{\sqrt {R}}}}
{\displaystyle \int {\frac {x\;\mathrm {d} x}{\sqrt {(ax^{2}+bx+c)^{3}}}}=-{\frac {2bx+4c}{(4ac-b^{2}){\sqrt {R}}}}}
{\displaystyle \int {\frac {x\;\mathrm {d} x}{\sqrt {(ax^{2}+bx+c)^{2n+1}}}}=-{\frac {1}{(2n-1)aR^{(2n-1)/2}}}-{\frac {b}{2a}}\int {\frac {\mathrm {d} x}{R^{(2n+1)/2}}}}
{\displaystyle \int {\frac {\mathrm {d} x}{x{\sqrt {ax^{2}+bx+c}}}}=-{\frac {1}{\sqrt {c}}}\ln \left({\frac {2{\sqrt {cR}}+bx+2c}{x}}\right)}
{\displaystyle \int {\frac {\mathrm {d} x}{x{\sqrt {ax^{2}+bx+c}}}}=-{\frac {1}{\sqrt {c}}}\sinh ^{-1}\left({\frac {bx+2c}{|x|{\sqrt {4ac-b^{2}}}}}\right)}
Integrály s {\displaystyle R^{1/2}={\sqrt {ax+b}}}
{\displaystyle \int {\frac {\mathrm {d} x}{x{\sqrt {ax+b}}}}\,=\,{\frac {-2}{\sqrt {b}}}\tanh ^{-1}{\sqrt {\frac {ax+b}{b}}}}
{\displaystyle \int {\frac {\sqrt {ax+b}}{x}}\,\mathrm {d} x\;=\;2\left({\sqrt {ax+b}}-{\sqrt {b}}\tanh ^{-1}{\sqrt {\frac {ax+b}{b}}}\right)}
{\displaystyle \int {\frac {x^{n}}{\sqrt {ax+b}}}\,\mathrm {d} x\;=\;{\frac {2}{a(2n+1)}}\left(x^{n}{\sqrt {ax+b}}-bn\int {\frac {x^{n-1}}{\sqrt {ax+b}}}\right)}
{\displaystyle \int x^{n}{\sqrt {ax+b}}\,\mathrm {d} x\;=\;{\frac {2}{2n+1}}\left(x^{n+1}{\sqrt {ax+b}}+bx^{n}{\sqrt {ax+b}}-nb\int x^{n-1}{\sqrt {ax+b}}\,\mathrm {d} x\right)}